# Wayne (New Jersey)
Wayne è un comune (township) degli Stati Uniti d'America, nella contea di Passaic, nello Stato del New Jersey. Fa parte dell'area metropolitana di New York.
È sede della William Paterson University.
Nel 1993 vi è stata istituita un'area protetta grande circa 5 km² denominata High Mountain Park Preserve sulle Watchung Mountains che, a dispetto del nome, sono delle colline di origine vulcanica che conservano una grande varietà di specie botaniche.